# تیراگت
تیراگِت‌ها یا همان گِت‌های باشنده در کنار رود تیراس، از تیره‌های گتِ تراسی (تراکی) بودند. آنان از مردمانی بودند که در گستره آبریز رود دنیستر بودند که امروزه در مولداوی و اوکراین مرزبندی شده‌است.
نژاد آنان همچون همسایگان داسی آنان از سکاهای پَرَدرَیا (فرادریا) بوده که در زمان هخامنشیان به سکاهای آنسوی دریای سیاه گفته می‌شده‌است.
زبان آنان نیز به گفته هرودوت و استرابو همانند هم بوده و جدایی چندانی نداشته‌است چنان‌که امروزه نیز زبانشناسان زبان آنان را تراسی-داسی می‌نامند.